# Flugunfall einer Convair CV-240 der Aerochago Airlines 1990
Der Flugunfall einer Convair CV-240 der Aerochago Airlines 1990 ereignete sich am 16. August 1990. An diesem Tag wurde beobachtet, wie eine Convair CV-240-23 der Aerochago, mit der ein Frachtflug von San Juan auf Puerto Rico nach Santo Domingo durchgeführt wurde, in der Luft auseinanderbrach und ins Karibische Meer stürzte. Das Wrack sowie die beiden Besatzungsmitglieder der Maschine wurden nie gefunden.

## Maschine
Die betroffene Maschine war eine 1950 gebaute Convair CV-240-23 mit der Werknummer 177. Die Maschine wurde am 16. Oktober 1950 mit dem Luftfahrzeugkennzeichen PK-GCH neu an Garuda Indonesia ausgeliefert. Nach zehn Jahren im Dienst bei dieser Fluggesellschaft wurde die Maschine im Dezember 1960 an den Geschäftsmann John W. Mecom verkauft, der sie mit dem US-amerikanischen Kennzeichen N7761 zuließ. Im September 1961 wurde die Maschine an General Dynamics weiterveräußert, die sie im Oktober 1961 mit dem neuen Kennzeichen N1014G wiederzuließ. Im August 1963 wurde die Maschine mit dem Luftfahrzeugkennzeichen JA5120 auf die Japan Domestic Airlines zugelassen. Ab Dezember 1967 war die Maschine mit dem Luftfahrzeugkennzeichen N17419 auf die California Airmotive Corp. registriert. Ab Februar 1968 übernahm Trans Texas Airways die Maschine, ab Januar 1974 war sie auf die Gary Aircraft Corp. zugelassen. Im Juli 1974 wurde die Maschine bei diesem Betreiber auf das Kennzeichen N244G umregistriert. Im Jahr 1981 wurde die Maschine auf die Latin American Aviation Exports Inc. aus Hialeah, Florida zugelassen. Zum 6. Mai 1981 wurde die Maschine aus dem US-amerikanischen Zulassungsregister gestrichen und in die Dominikanische Republik exportiert. Im Mai 1981 wurde die Maschine mit dem Kennzeichen HI-376 auf die Taino Tours zugelassen. Im Jahr 1986 wurde die Maschine an die Aerochago verkauft, im Jahr 1988 wurde die Maschine auf das Kennzeichen HI-376CT umregistriert. Das zweimotorige Kurzstreckenflugzeug war mit zwei Sternmotoren des Typs Pratt & Whitney R-2800 Double Wasp ausgerüstet.

## Insassen
Den Frachtflug von San Juan in Puerto Rico zum Flughafen Santo Domingo-Las Américas hatte eine zweiköpfige Besatzung angetreten, bestehend aus dem 61-jährigen Flugkapitän und Präsidenten der Frachtfluggesellschaft Pedro Santiago Rodríguez Echavarria sowie dem 40-jährigen Ersten Offizier Ángel Amador. Beide waren dominikanische Staatsangehörige.

## Unfallhergang
Die Maschine befand sich im Reiseflug, als sich plötzlich ein mutmaßliches Strukturversagen in der Luft ereignete. Der Pilot einer in der Nähe befindlichen Maschine empfing noch einen Notfunkspruch und beobachtete, wie die Convair außer Kontrolle geriet und Richtung Meer stürzte, während sich im Bereich des Leitwerks Teile von der Maschine lösten. Die Convair stürzte im Bereich der zwischen Puerto Rico und der Dominikanischen Republik gelegenen Mona-Passage ins Meer. Trotz einer intensiven Suche konnten weder das Wrack der Maschine noch die Piloten je gefunden werden.

## Ursache
Die Unfallermittler kamen zu dem Schluss, dass an der Maschine beim Umbau der Maschine von einem Passagier- zum Frachtflugzeug Arbeiten durchgeführt wurden, die nicht den Standardverfahren entsprachen. Dementsprechend sei die Flugzeugstruktur aufgrund des Umbaus im Bereich der Frachttür geschwächt gewesen und es sei in diesem Bereich zu einem Strukturversagen gekommen, das eine plötzliche Dekompression der Maschine zur Folge hatte.